# دوونگوو
دوونگوو (به لهستانی:  Downiewo) یک روستا در لهستان است که در گمینا گرودک واقع شده‌است.